# Coelioxys elsei
Coelioxys elsei là một loài Hymenoptera trong họ Megachilidae. Loài này được Schwarz mô tả khoa học năm 2001.